# Totora (Cochabamba)
Totora (del quechua t'utura) es una ciudad y municipio de Bolivia, capital de la provincia de Carrasco en el departamento de Cochabamba.
Se encuentra a 142 km al este de la ciudad de Cochabamba y a una altura de 2300 msnm. Se caracteriza por conservar la arquitectura colonial y republicana de sus construcciones.

## Toponimia
Se cree generalmente que proviene de la palabra quechua ttutura o t'utura, nombre de una planta acuática (Schoenoplectus californicus) la cual en aymara se llama lo mismo. Se dice que esta planta abundaba en la región de la "Ovejería" y que por ello se dio al pueblo dicho nombre.
Quien observa la topografía y ortografía del lugar, así como la escasez de aguas llegará a dudar que haya sido la abundancia de una planta acuática la que diera origen al nombre del pueblo, ya que hoy ni se conoce en el lugar la ttutura.
Sin embargo, haciendo un estudio prolijo en la parte sur de la población, se ve claramente que existía un lago cuyas aguas rompieron por la Pajcha, quedando en seco el cuenco y en descubierto multitud de moluscos petrificados que son muy abundantes, en especial los trilobites (era paleozoica). El lago debió extenderse hasta las bases del cerro Tunturi (etimología desconocida); hay formaciones geológicas correspondientes a la época cuaternaria, lo cual se conforma con la existencia del equisto (roca de textura pizarrosa), por lo que el lago debió existir aún en tiempos de habitación humana, dando nombre al lugar.

## Historia
Los primeros pobladores conocidos de Totora, en la región del Tunturi, parecen ser de la nación de los Chues, de estatura pequeña, de andar lento y complexión más bien menuda.
Era una de las comunidades que formaron la nación de los Charcas. La zona que habitaban estaba limitada por las quebradas de Santa Bárbara al lado este y el río Jamankhayu al oeste. 
Al pasar los años, lentamente avanzaron los pobladores de Pocona por el lado norte ocupando las orillas del río Llachoj-mayu, a través de largas luchas y relaciones con los Yuracarés, que habitaban la región boscosa.
La primera referencia escrita se encuentra en los comentarios reales del Inca Garcilaso de la Vega quien dice que "la comarca que llamaban Charcas comprendía muchas provincias de distintas lenguas y son diferentes naciones que forman el distrito de Collasuyo con las principales Tutura, Sipesipe, Chjaqui". También el historiador Herrera, nombra a Totora al hablar de la plata en la siguiente forma: "aquí se ha hecho esta digresión porque las principales minas de la plata están en esta provincial de los Charcas, los cuales y los Carangas fueron gente guerrera y los principales pueblos son Totora, Topa-Cari, Sipesipe y Cochabamba".
Ni uno ni otro autor indica la fundación del pueblo, ninguno da las causas y la orden que se precisó para edificarlo, solo se refieren a él como un pueblo muy antiguo y productor de coca, lo que nos da un dato importante sobre la economía y producción del lugar. Lo cierto es que el imperio que sometió a estas regiones, encontró ya establecido de antaño el pueblo y en plena beligerancia con los guaraníes (Chiriguanos para los quechuas). Así el Imperio Incaico tuvo como límite oriental de su dominio a Ttutura.
Ya bajo dominio español, Totora en 1639 se constituye en Curato y en 1679 se constituye la primera iglesia. En 1731 se cuenta con los primeros establecimientos cocaleros en la región yungueña de Chuquioma, con una producción de 10 000 cestos de coca. En 1785 se construye la segunda iglesia con inspiración española que con el paso del tiempo se fue desfigurando, hasta que al presente nos muestra una construcción diferente, sencilla y de una sola nave, ignorando la fecha de su construcción y de su orientación arquitectónica. La arquitectura sobreviviente es solamente desde estos períodos, ya tras la conquista extranjera. 

### Época republicana
En 1862, se dicta el decreto para la separación de la provincia de Mizque. El 24 de junio de 1872, se obtiene la ley correspondiente para la erección en una nueva provincia del departamento de Cochabamba, concediéndosele el título de ciudad, tomando el nombre de Provincia de Carrasco, en honor a José Carrasco Torrico.
Como todos los pueblos y ciudades españolas Totora también fue fundada sobre poblaciones ya existentes como un exorcismo para los indígenas y naturales, esto como la clásica forma de manifestar su fortaleza sobre los conquistadores, al decir del  investigador Fernando Terrazas. Otra forma de verlo sería que existe una comunidad y se la "vuelve a fundar" para dar importancia al nuevo sistema; en ocasiones se cambia el nombre, como pasó con la provincia (Carrasco; por otros ejemplos, Santa Cruz, La Plata, etc), en otros se conservan los topónimos por la imposibilidad de ir contra la fuerza de la costumbre (Totora, Cuzco, México, etc).
Desde la llegada de los españoles a la región en 1530 hasta 1722, año de la llegada de Baltazar Peramaz y Guarro, dice el Arq. Terrazas, las tierras de Totora estuvieron en poder de españoles que explotaron la producción y comercialización de coca, por supuesto explotando a los pobladores originarios.
En 1871 Totora contaba ya con 210 establecimientos cocaleros en Chuquioma cuya producción estaba mayormente destinada a las minas más próximas.
Los españoles radicados en Pocona y Mizque atraídos por el cultivo de la coca se trasladaron a Totora construyendo viviendas de estilo más moderno, la iglesia y el cementerio. El curato de Totora había fue elevado al rango de Parroquia anexándose a la Vice-Parroquia de Chalhuani.

## Geografía

### Localización
Ubicado a una altitud de 2300 metros sobre el nivel del mar, geográficamente se encuentra entre los paralelos 17º12’ y 18º03’ de latitud sur y los meridianos 65º45’ y 64º42’ de longitud oeste.
El municipio de Totora se encuentra a 142 km de distancia de la ciudad de Cochabamba hacia el sudeste, por la Ruta nacional 7 de la red fundamental que vincula con el Departamento de Santa Cruz y la carretera hacia el Departamento de Chuquisaca.
El tiempo de recorrido en vehículo liviano es de aproximadamente 2,5 horas y en transporte de uso público o pesado entre 3 a 5 h.
Limita al norte con los municipios de Chimoré y Puerto Villarroel, al este con el municipio de Pojo, al sur con las provincias Campero y Mizque y el municipio de Pocona y al oeste con la provincia Tiraque.

### Clima
Basada en la clasificación de Köppen, Totora pertenece a la categoría de clima templado sub-humedo. La temperatura media anual es de 18 °C y las precipitaciones pluviales se producen con mayor frecuencia durante los meses de diciembre a febrero, pudiendo de acuerdo a los años, empezar antes de noviembre y terminar en marzo e incluso en abril. El promedio de precipitación es de 96 mm en primavera, 290 mm en verano, 85 mm en otoño y 7 mm en invierno, variando el mismo según sea el año seco o lluvioso. La presión barométrica es de 749 milibares.

### Riesgos naturales
El mayor factor de riesgo del municipio de Totora son las fallas geológicas las cuales se hicieron presentes en el terremoto devastador de la magnitud 5.8 en la escala de Richter, el 22 de mayo de 1998. Aproximadamente 3000 réplicas sísmicas fueron registradas después de aquel temblor violento.
El daño causado por este desastre natural, agregado al daño existente a la infraestructura de la ciudad debido al abandono y a la carencia del mantenimiento, pone en riesgo grave la pérdida de un área urbana casi intacta que preservó la arquitectura colonial de la república de Bolivia.
Las estructuras que no se derrumbaron porque fueron construidas de bloques de adobe del mayor tamaño con respecto a la construcción actual, y las vigas hechas de la madera del Quina quina que tiene dureza y resistencia extraordinarias.

## Demografía
De acuerdo con el censo boliviano de 2024, la población del municipio de Totora es de 14 766 habitantes.
La población del municipio cambió poco entre 1992 y 2024:
| Año  | Habitantes (municipio) | Fuente |
| ---- | ---------------------- | ------ |
| 1992 | 13.995                 | Censo  |
| 2001 | 12.961                 | Censo  |
| 2012 | 14.618                 | Censo  |
| 2024 | 14.766                 | Censo  |

## Organización territorial

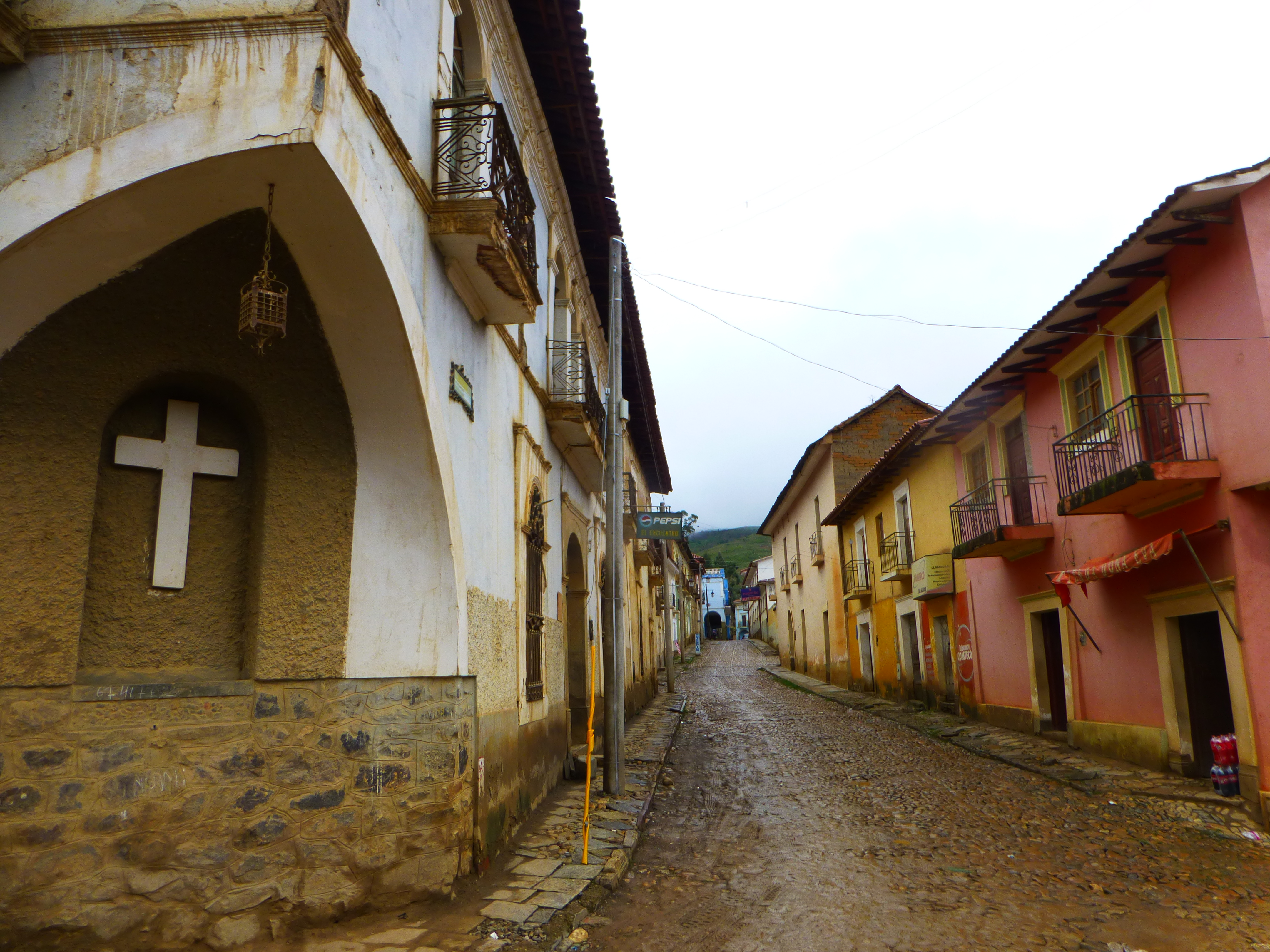
Calle colonial en Totora.

Según lo señalado en el documento de distritación de 1997, los límites del municipio aún no están del todo definidos, así por ejemplo, existen diferidos de colindancia por resolver con el municipio de Pocona, la provincia de Campero y la provincia de Mizque, cuya solución debe partir de las mismas comunidades.
De acuerdo con el documento de distritación municipal, la superficie total de la sección municipal de Totora es de 2195 km² o su equivalente de 219 500 ha.
El excantón Totora se encuentra conformado por el pueblo de Totora y por la subcentral Tejería que a su vez agrupa a las comunidades de Moyapampa, Kollpana, Tipas, Tipas Kuchu y Molle Molle.
Totora se constituye como el pueblo más importante dentro del territorio municipal, no solo por ser la capital de la provincia Carrasco, sino por el número de habitantes y los servicios con los que cuenta.
Por otra parte se constituye como un eje a partir del cual es posible acceder a distintas poblaciones que presentan atractivos, de carácter natural como cultural.

## Economía

### Sectores
La actividad principal de los pobladores del municipio de Totora es en el sector primario, siendo la agricultura su principal fuente de ingresos a nivel familiar. La ganadería se presenta como un complemento de la anterior y es desarrollada en menor magnitud y focalizada en algunas zonas del municipio.
En el centro urbano de Totora, es importante la actividad comercial con la existencia de tiendas de abarrotes y mercadería en general, la misma que se extiende hacia las ferias, principalmente de Rodeo Chico. La gastronomía, combinada con el hospedaje es otra de las actividades que se desarrolla en este centro urbano, además de las chicherías, cuya actividad es intensa, especialmente los días domingo de feria.
Totora tiene un rol económico-comercial, que, aunque un tanto disminuida, la mantiene en la actualidad, especialmente en el rubro del maíz, cuya producción de la zona es absorbida, principalmente por las alrededor de 53 chicherías, existentes.
Un menor porcentaje de la población es absorbida por la administración pública, en las reparticiones de la Alcaldía, o en el sector de la educación y dentro de esta, en la docencia.
En cuanto al sector terciario, el centro urbano de Totora cuenta como actividad económica: tiendas de barrio y chicherias, existe una dinámica de actividades diversificadas.
En el centro urbano también se encuentran cooperativas financieras, instituciones de desarrollo y públicas, las mismas que generan movimiento económico y flujo de personas lo que hace que se active otra actividad como las pensiones y restaurantes, que también son de usos de los visitantes locales nacionales e internacionales.
Entre los rubros congruentes al turismo, se observa una reducida pero importante actividad diversa de servicio, que está empezando a desarrollarse de forma reservada pero importante, entre ellas las pensiones, restaurantes, alojamientos, servicios de recreación, etc.

### Producción agrícola
En el municipio de Totora en su generalidad se produce principalmente papa, trigo y maíz, seguido por el cultivo de haba, arveja, cebada, hortalizas y frutales en mínima proporción. Sin embargo se debe señalar que existen algunos cultivos potenciales como la avena y el tarwi que son producidos en pequeñas superficies de algunas comunidades dentro del municipio.
La mayor parte de la producción está destinada al autoconsumo, existiendo en mínima proporción producción destinada a la venta, trueque y transformación con el fin de poder conseguir principalmente productos de primera necesidad como azúcar, arroz, fideo, aceite, sal, etc.
El trigo y el maíz se comercializan principalmente en Cochabamba, la papa en menor proporción por los costos y precios del mercado, de ahí que su producción está más orientada al consumo local. La producción frutícola se mantiene a nivel de huertos familiares, sin perspectiva de mercados para su comercialización.
Los productos predominantes de la Puna son: papa, trigo, papaliza, cebada, avena, oca, arveja y quinua. En los valles predomina la producción de trigo, maíz y papa. En tanto que en los Yungas, se produce principalmente coca, arroz, maíz, plátano, yuca y cítricos.

## Atractivos turísticos

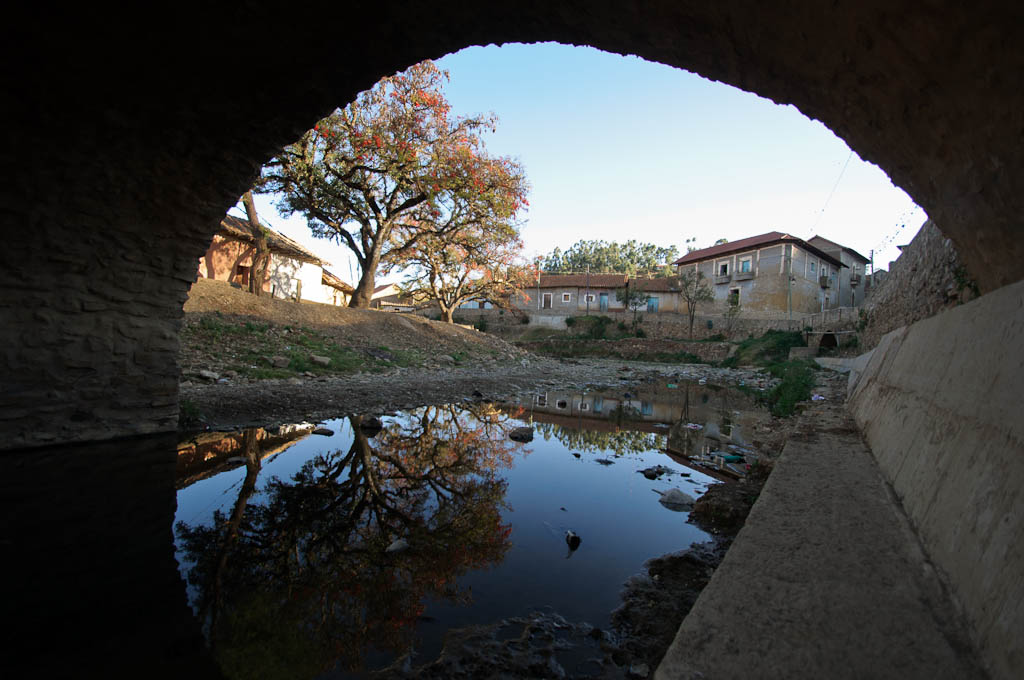
Río y puentes en Totora

Totora, posee una variedad de recursos turísticos, que se los clasifica en recursos naturales, históricos y culturales, representa una importante riqueza para dinamizar el desarrollo turístico y económico del municipio.
El ingreso al Centro urbano de Totora, es impactante por sus viviendas de una arquitectura republicano y colonial, que después del terremoto del año 1998, no ha cambiado más bien fue el factor para una mejora y mayor motivación al proceso de conservación y conciencia del valor histórico que representan; la falta de políticas de incentivos, apoyo puede causar una dejadez total y la degradación paulatina.
La región de los Yungas constituye un potencial natural para el turismo, ya que se puede observar paisajes inhóspitos, donde permanece el medio hábitat, aunque la falta de control en los asentamientos, está afectando de alguna manera a estos lugares.
Atractivos arquitectónicos
- Arquitectura Colonial-Republicana (del 90 % del pueblo)

- La plaza Principal, con sus galerías y sus casas al estilo árabe.

- El Templo del año 1788, recientemente restaurado.

- Los siete puentes Coloniales.

- Bóvedas subterráneas

- Las inmensas casonas que anteriormente señoreaban los antepasados
Atractivos históricos
- La Historia de la Coca de los Yungas de Totora

- El camino Incaico de la Coca

- El Chilijchi (Polígono donde se ejecutó a muchas personas)

- El Medrano y la Historia de ejecución de este personaje.

- La Casa de la Cruel Martina y la historia de este personaje.

- Las Historias de Terror (Viudas, Duendes, K’aitu Mork’o, la mujer Kárachuchu, etc)

- El Jamankayu (Suphay chincana)

- Julpe, zona Arqueológica (lugar de pinturas rupestres 25 km. de Totora)

- Inca Llajta, ruinas de la época incaica (30 km. de Totora)
Atractivos naturales

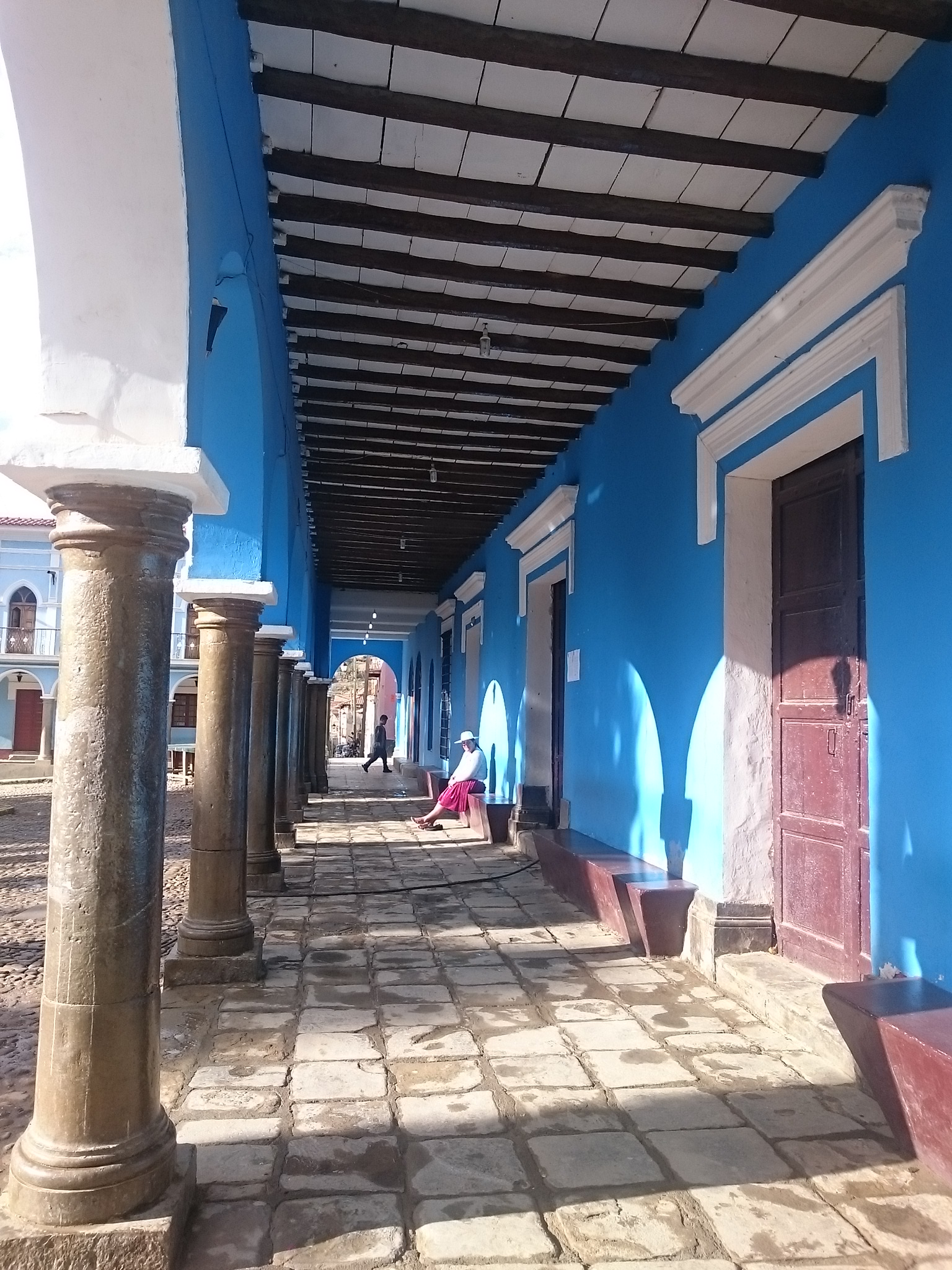
Galería en la Plaza Principal de Totora

- El Bola Rumi (Piedra redonda), se le atribuye poder de fertilidad desde tiempos incaicos

- La Phajcha, cascada natural de unos 30 metros de altura.

- Camino hacia el Molino antiguo, con paisajes imponentes.

- La piedra conejo atractivo natural

- El Tunturi, cerro de donde se puede ver Mizque, Pocona e Incallajta.

- Cerros alrededor de Totora que sirven como miradores del mismo.

- Sewenkas y los Yungas de Totora, Reserva ecológica, para turismo aventura (35 y más km. de Totora).

- La represa de Lahua Cháma recientemente construida para la pesca de la trucha
- Recorrido por Totora.

Recorrido por Totora.
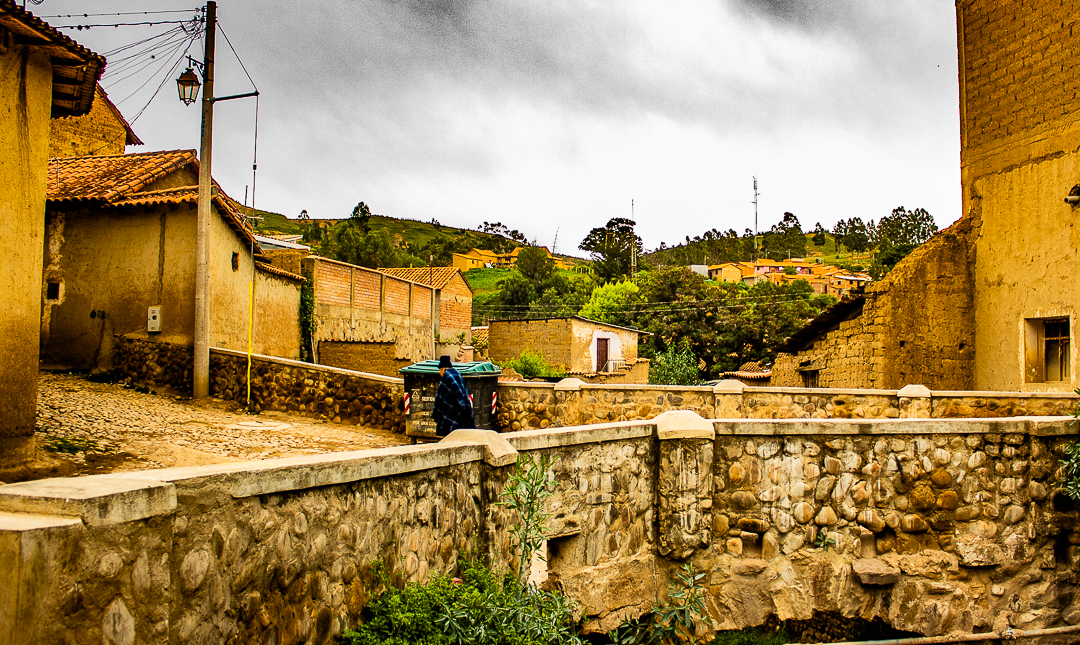
Vista de calles de Totora.
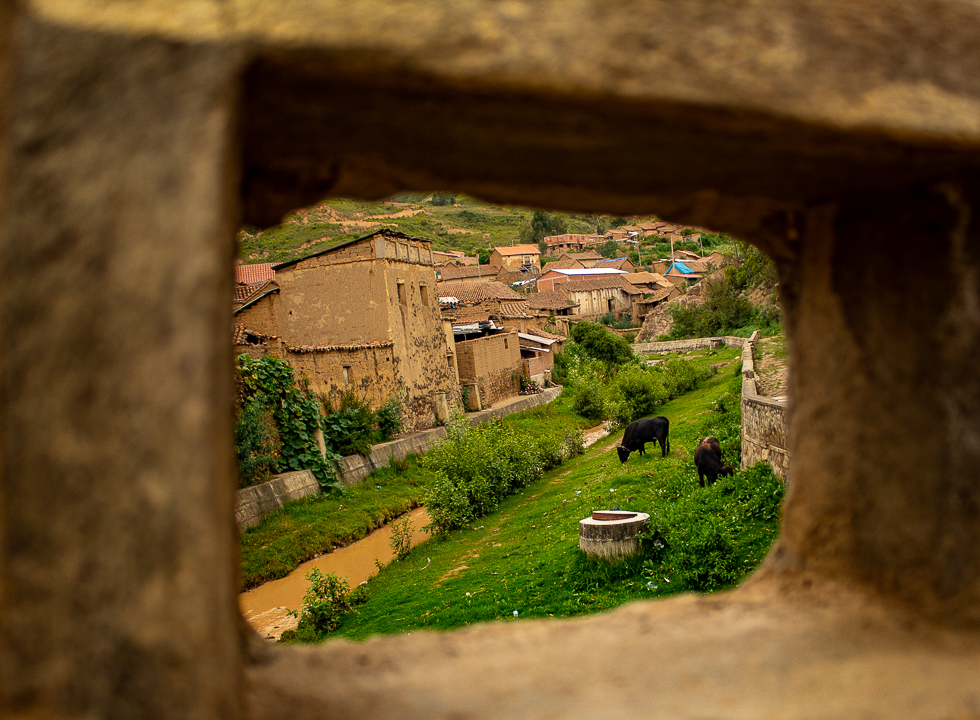
Vista de Totora.
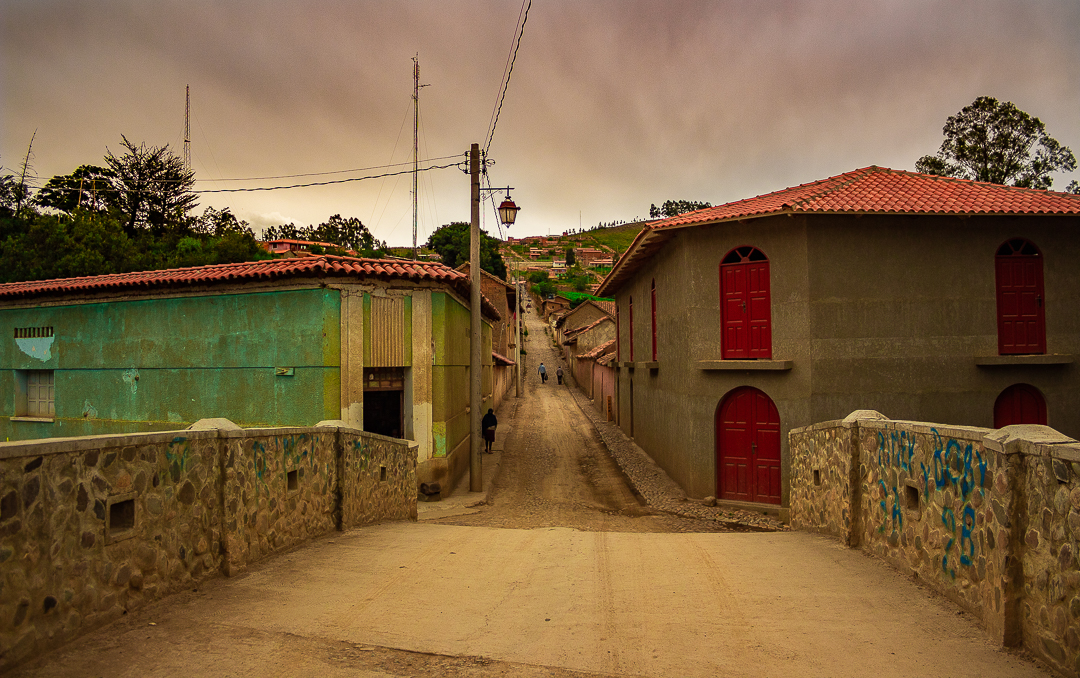
Totora vista desde el puente.
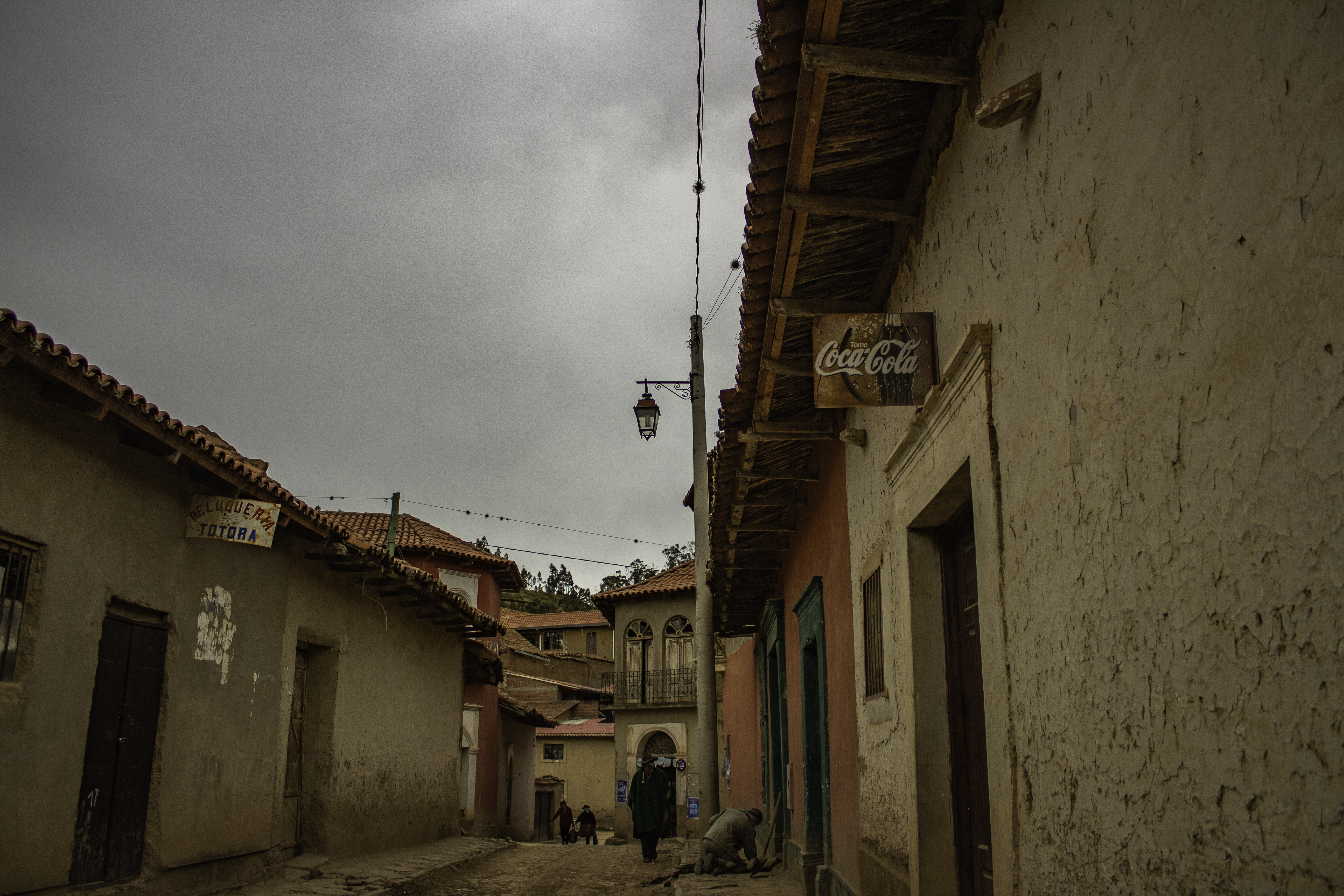
En las calles de Totora.
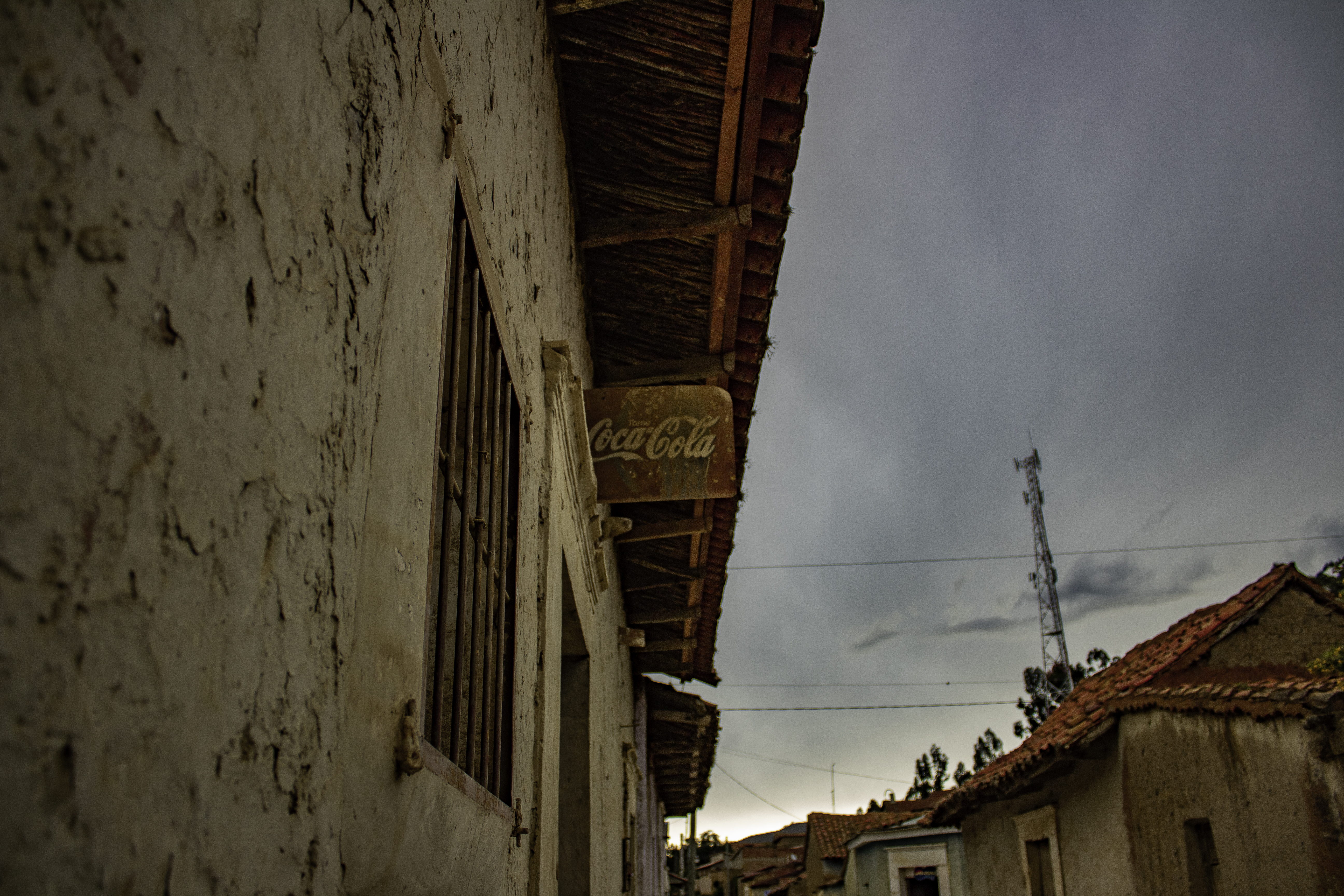
Detalle de fachada.
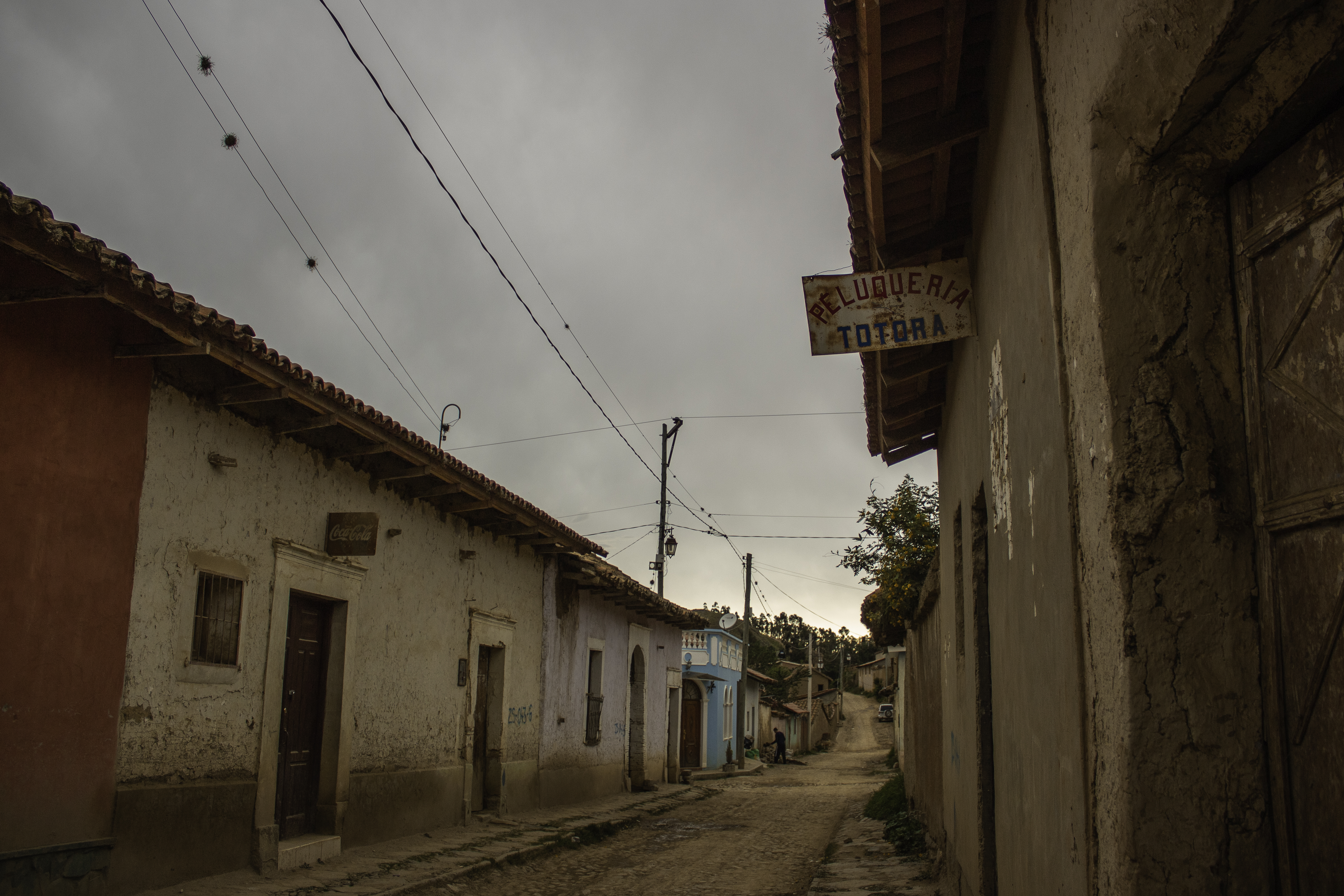
Vista de viviendas típicas.
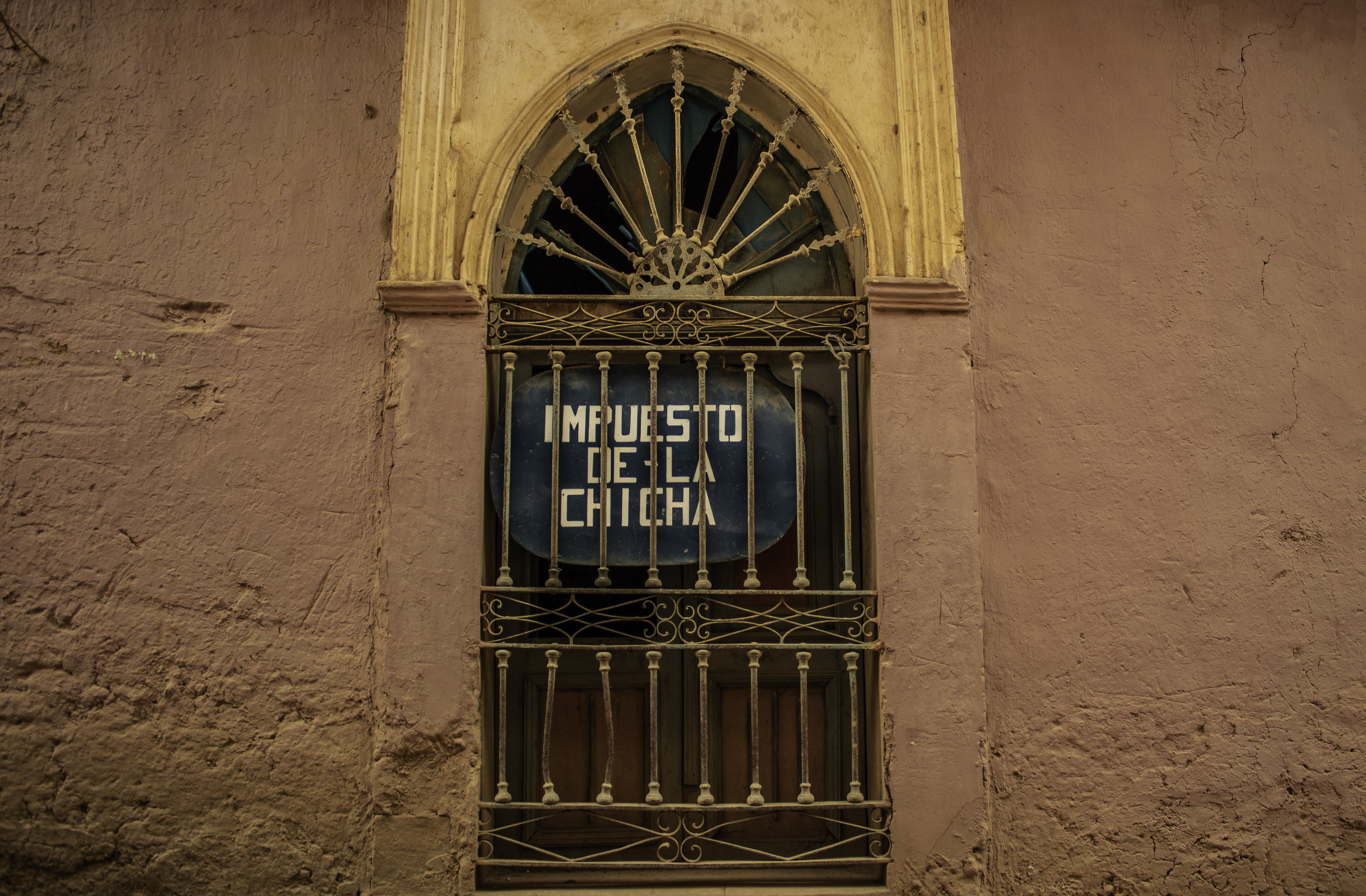
Detalle de ventana.
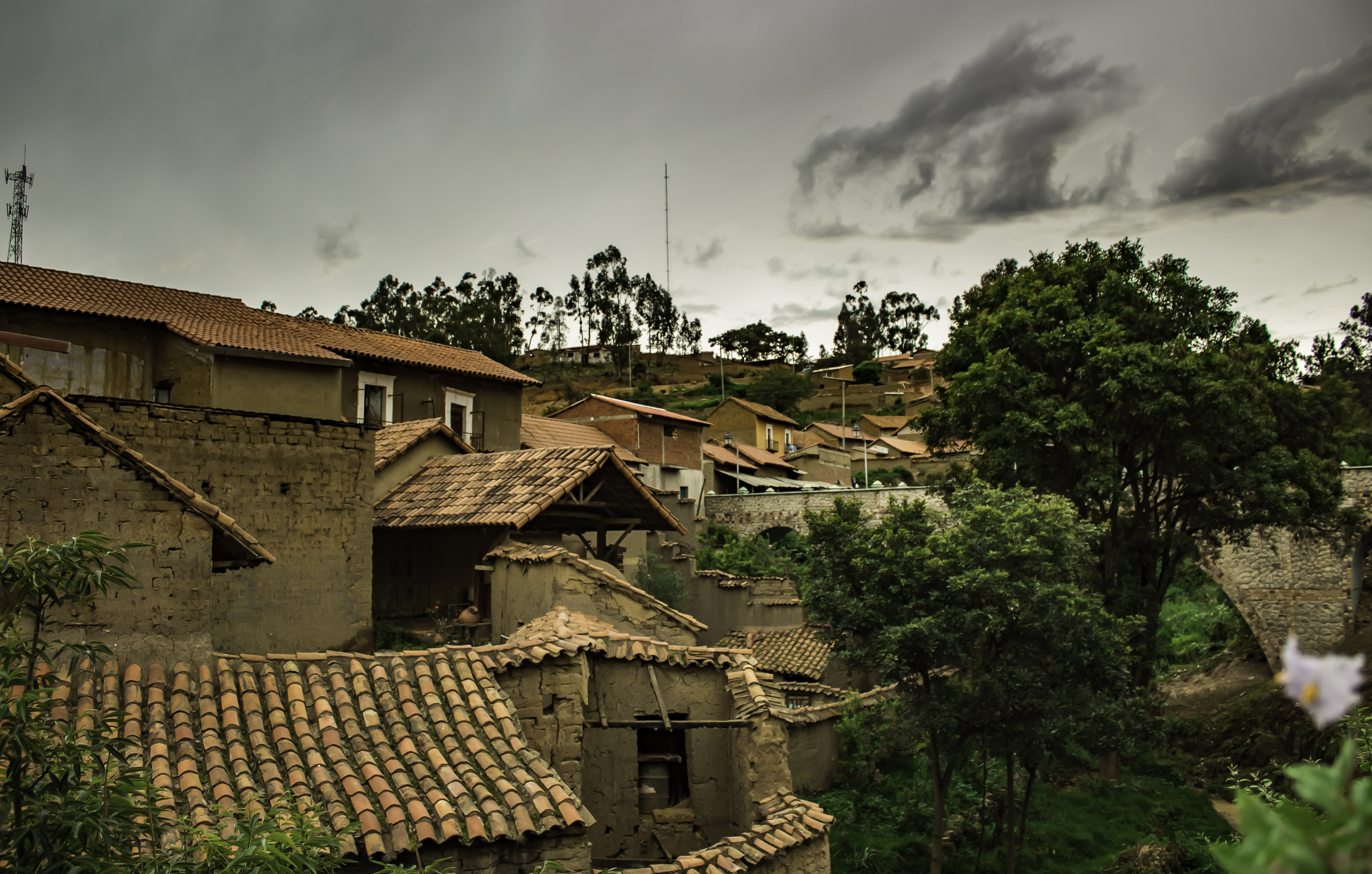
Vista general del pueblo.
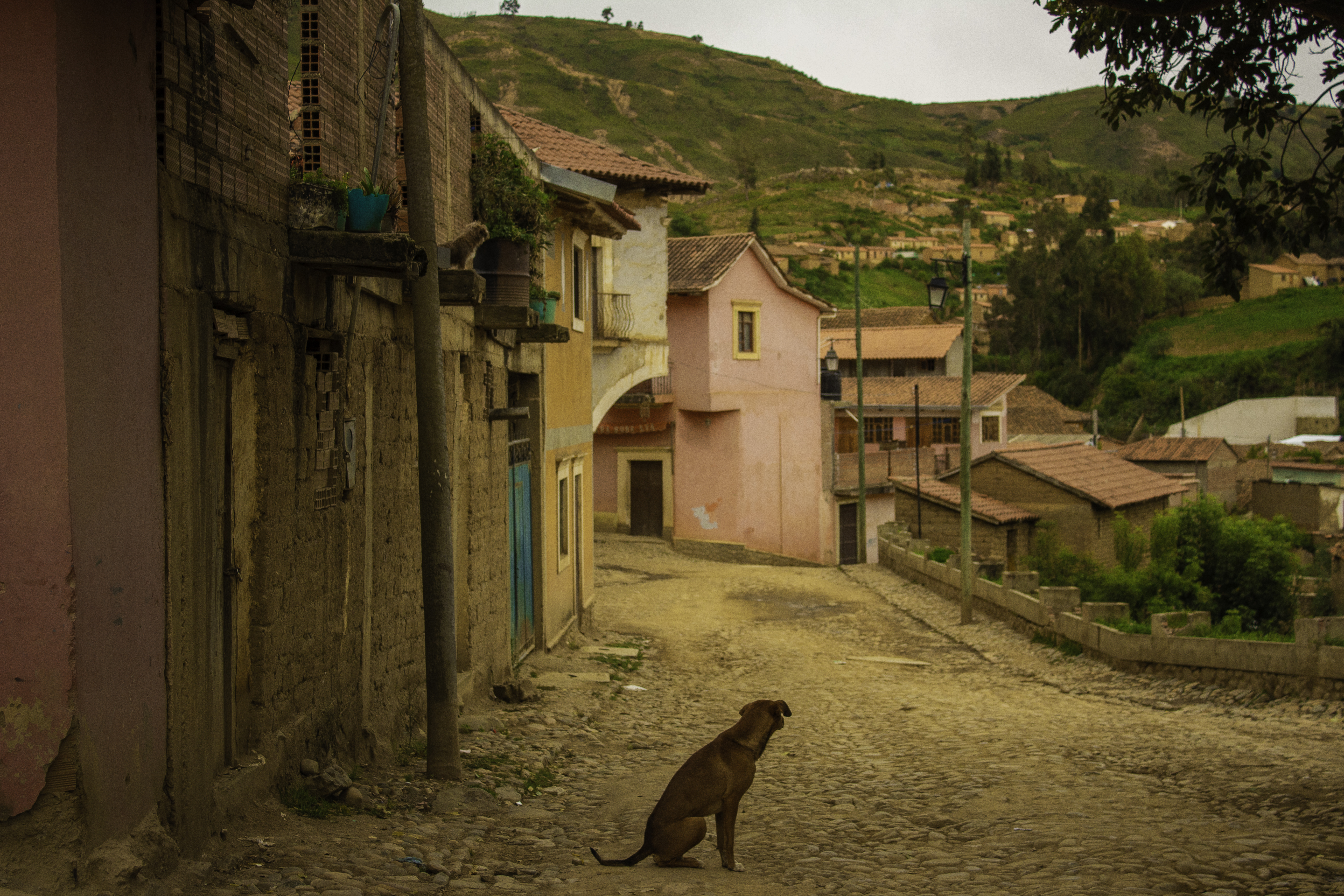
Calle del pueblo.
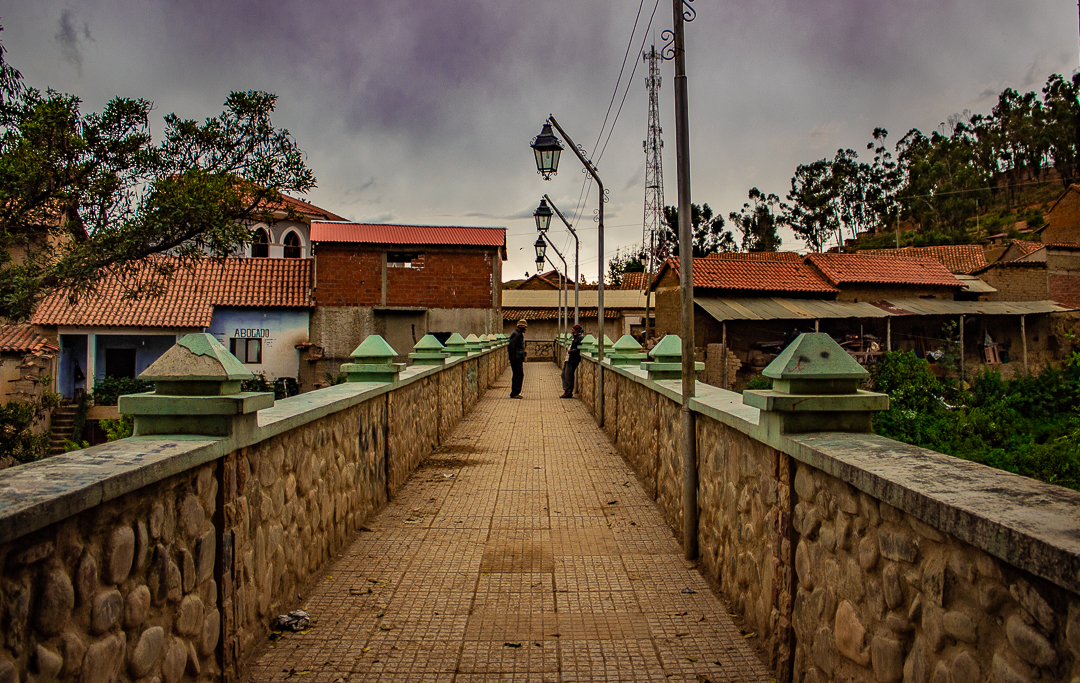
Vista del puente.
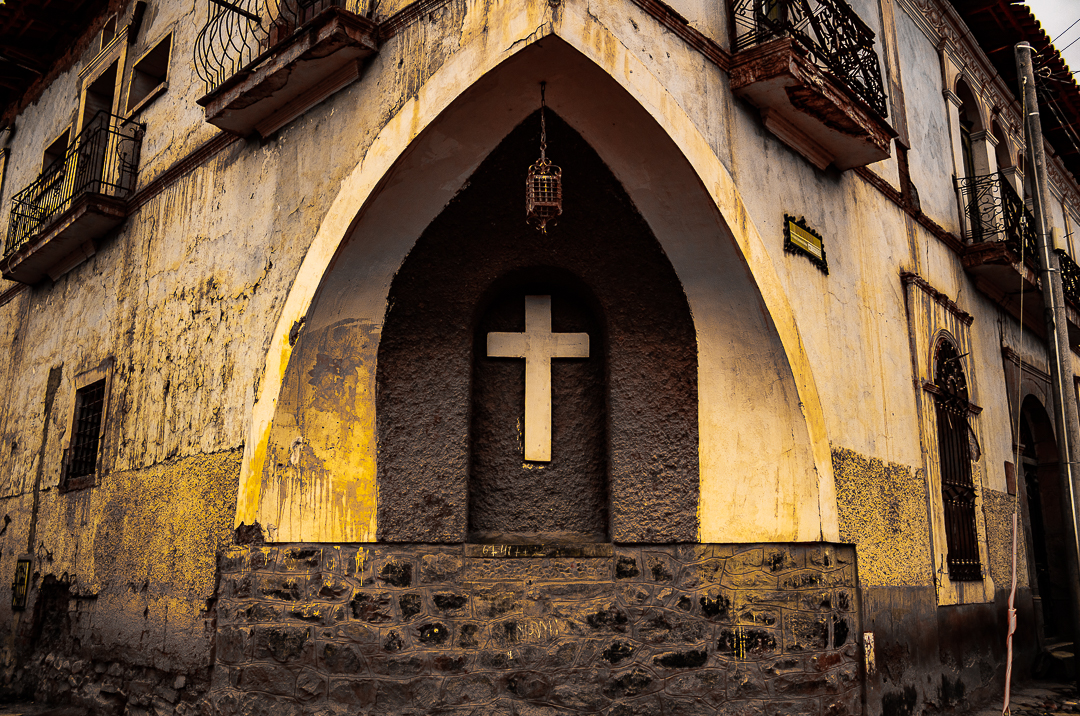
Detalle de esquina de una casona del pueblo.
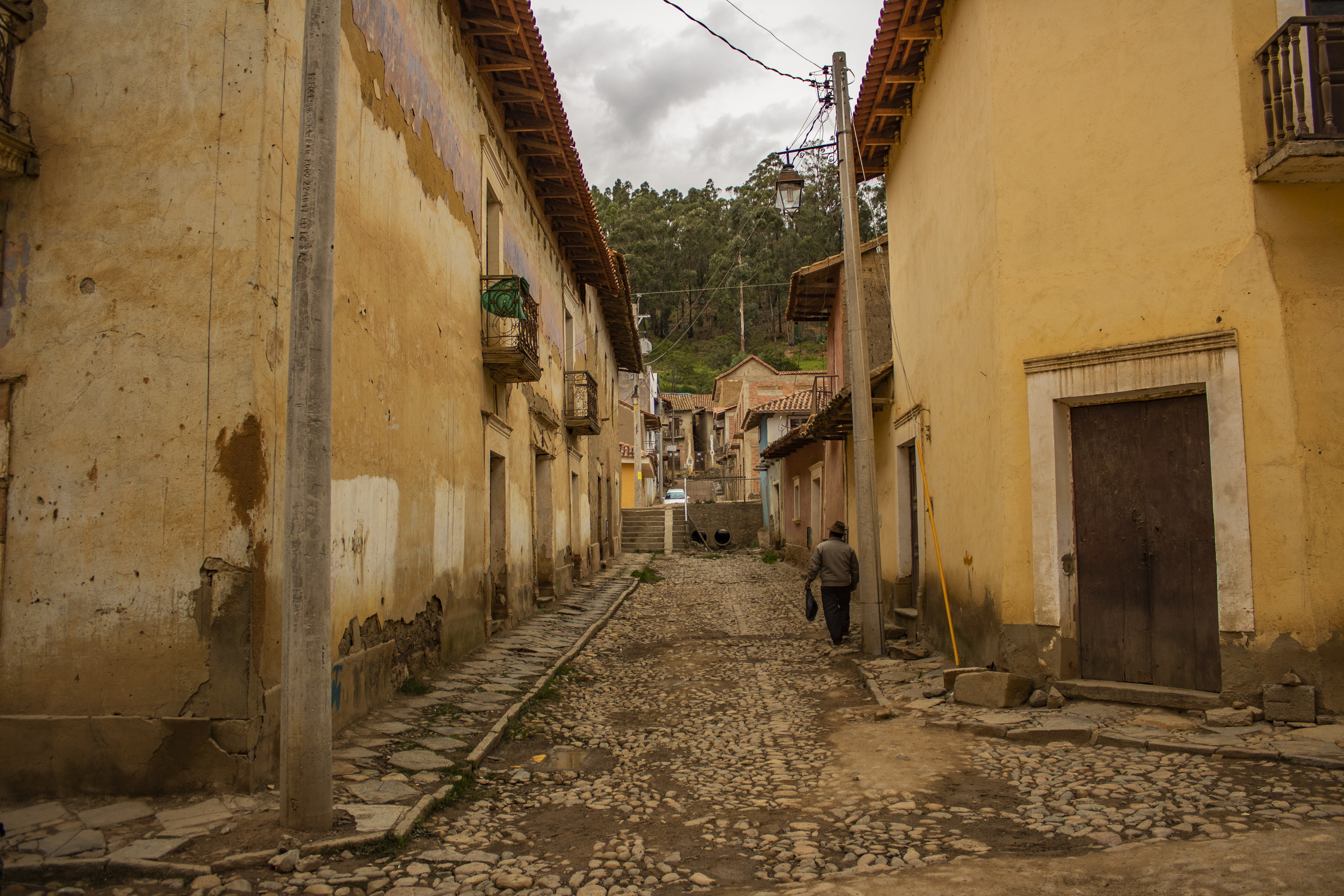
Calle empedrada.
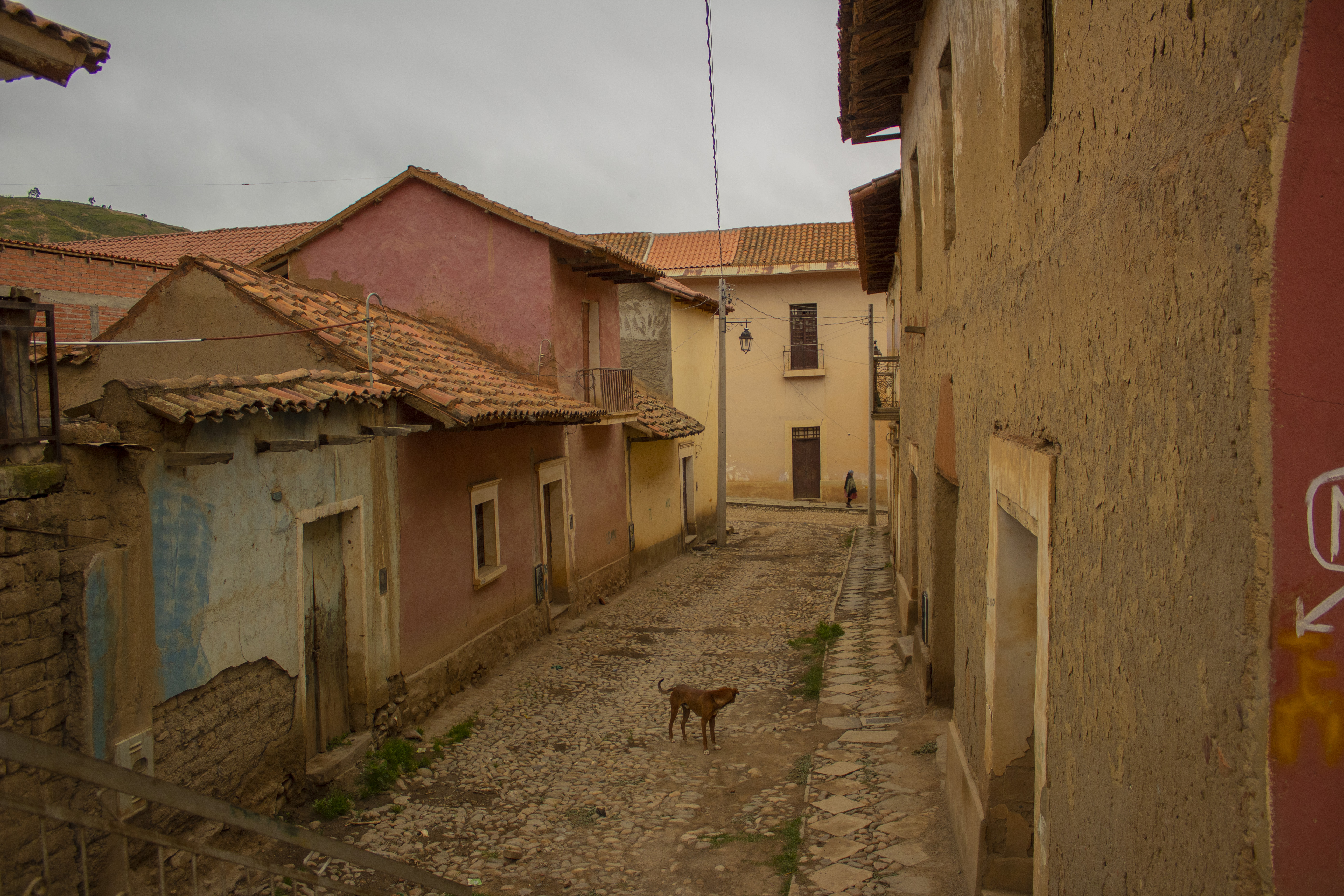
Conjunto de casas del pueblo.
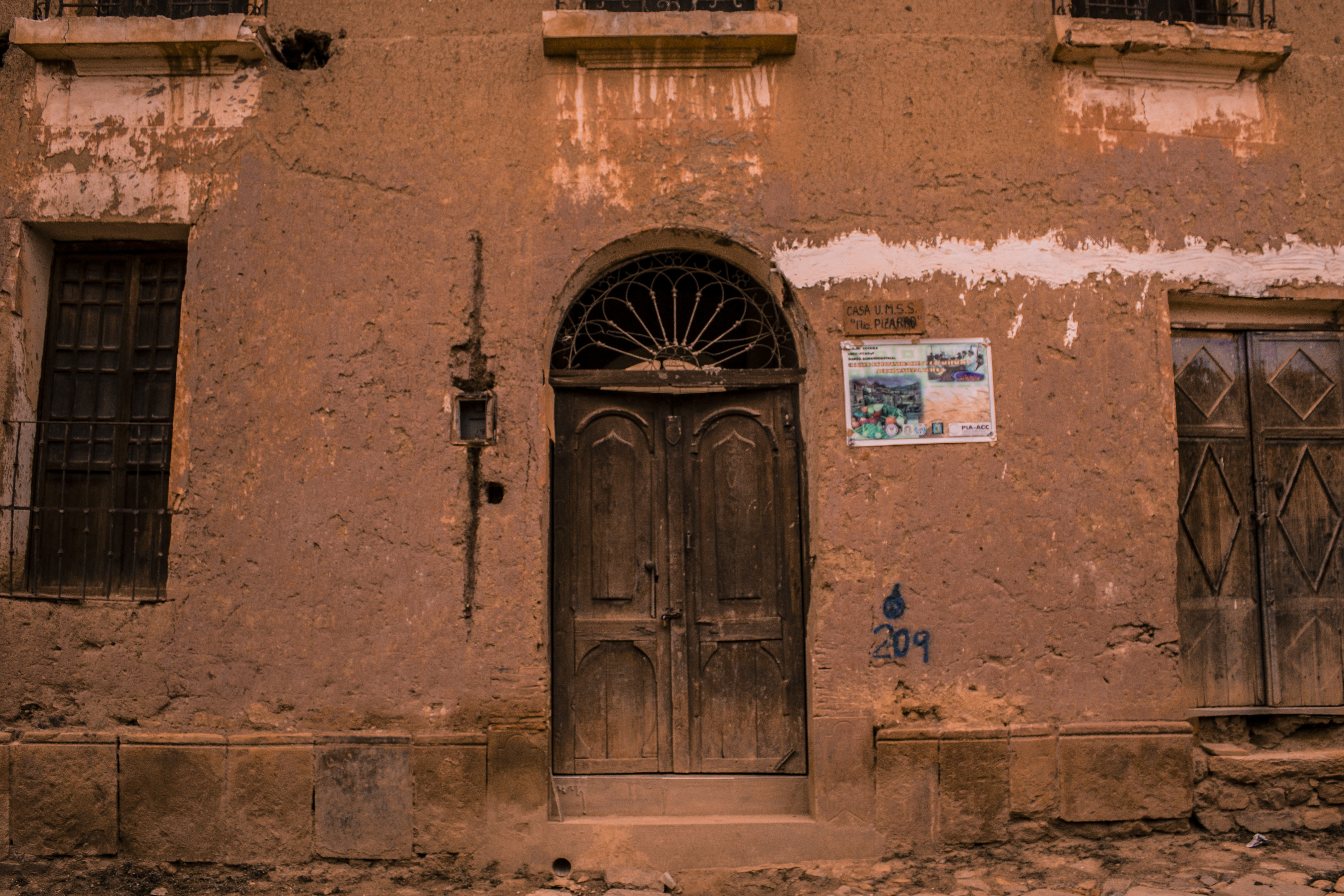
Puerta de una casona.
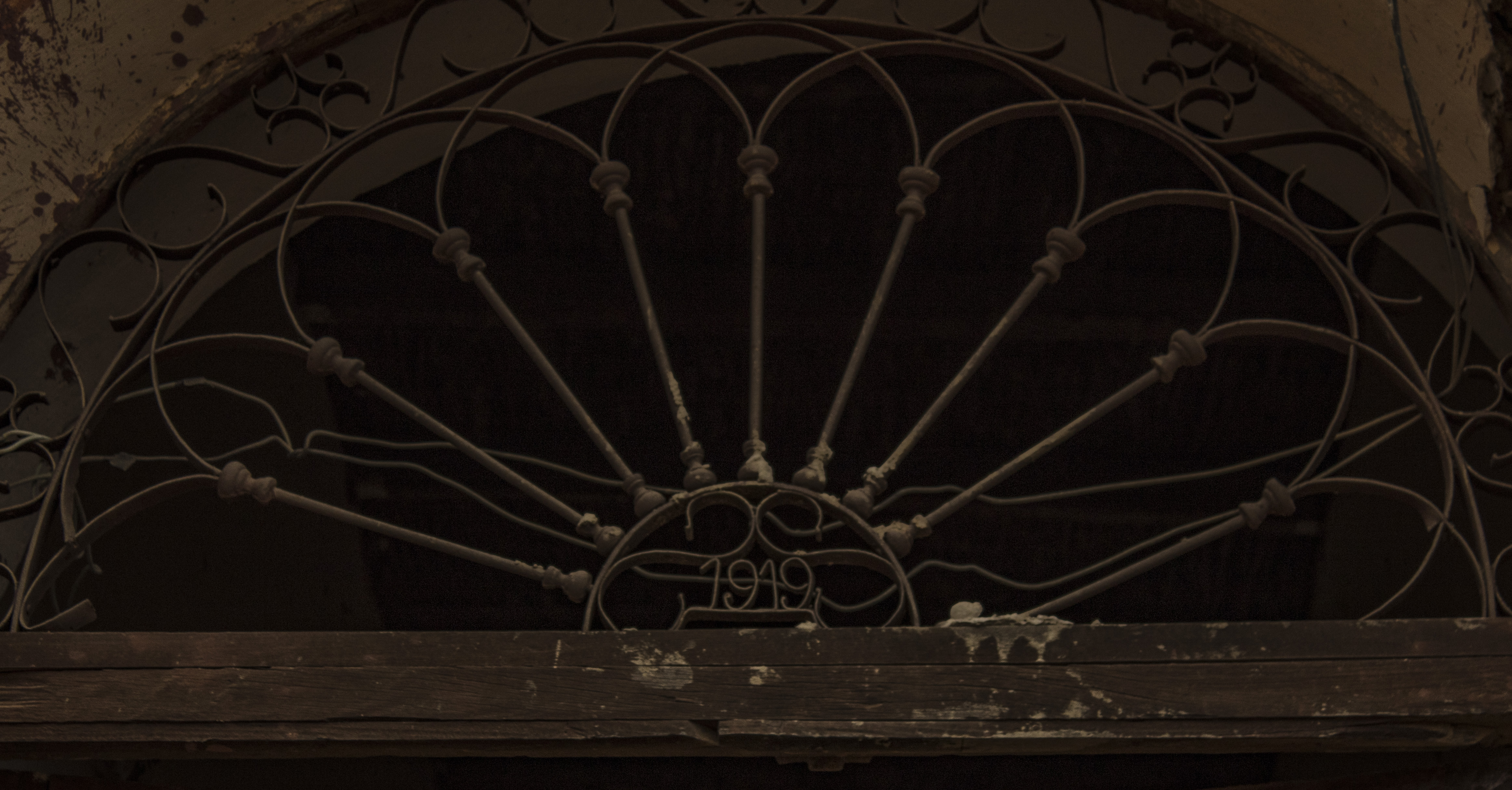
Detalle de puerta.

## Transportes
Se encuentra a 140 km de la ciudad de Cochabamba, siguiendo la antigua carretera a Santa Cruz, lo que implica dadas las condiciones del terreno un tiempo de recorrido de 2½ horas en vehículo liviano y 3½ horas en transporte público. Esto sitúa a Totora fuera del área de influencia de dos horas distancia-tiempo del centro de desplazamiento turístico (Cochabamba). Sin embargo, por un lado la distancia es de solamente 140 km, lo que en otras condiciones significa poco menos de dos horas y por otra la importancia de Totora en la región le permiten, a partir de esto, considerarla y consolidarla como un subcentro de desplazamiento turístico.

## Servicios públicos

### Educación
Según datos del censo de 1992 en el municipio de Totora el 30,7 % de la población mayor de 15 años era analfabeta, notando que cerca del 50 % de la población femenina era analfabeta, mientras que la población masculina alcanzaba al 19 %, lo que pone en evidencia el problema de género en la educación.
En lo referente a los niveles de instrucción, 27 % de la población no tiene instrucción alguna, el 52 % tiene nivel de instrucción primario o básico y tan solo el 0,3 % tiene formación universitaria.
El mayor número de alumnos corresponde al nivel primario, los mismos que por lo general tienden a desertar a medida que avanzan de nivel; por tanto observamos que la población femenina es en relación a la masculina significativamente menor, especialmente en los ciclos intermedio y medio, las mujeres son conminadas culturalmente a hacerse cargo del hogar.
En cuanto a los varones, si bien tienen mayor acceso a la educación, generalmente son obligados a integrarse al mercado laboral a temprana edad, es así que el índice de deserción escolar es extremadamente alto, lo que nos indica que el 90 % de los alumnos que iniciaron sus estudios de primaria, no continúan con los estudios secundarios.
En el centro urbano de Totora funcionan tres establecimientos, dos de educación básica y uno de educación intermedia y media, estos establecimientos reciben alumnos de otras comunidades aledañas donde no existen establecimientos educativos hasta el nivel medio.
Los principales problemas de la educación son:
Material didáctico básico y de apoyo insuficientes
Existe una demanda de ítems para cubrir requerimientos de personal en las escuelas.
Del 100 % de los maestros que prestan sus servicios, solo el 50 % son egresados de normales.
No todas las comunidades tienen escuelas, por lo que algunos niños deben desplazarse distancias importantes.
En el Municipio de Totora no existen proyectos específicos de educación alternativa, la mayor parte de las instituciones gubernamentales tienen componentes de apoyo en capacitación en diferentes aspectos como organizacional, protección, medio ambiente, salud y comunicación, como parte de una educación alternativa.

### Salud
En cuanto a la cobertura de salud, el municipio de Totora cuenta con un hospital que atiende un promedio de 450 consultas mensuales y cuenta con un médico, enfermeras, un odontólogo, un auxiliar de enfermería, un administrador, un chofer y una persona en limpieza. También existen postas sanitarias en las siguientes poblaciones: Sauce Pilapata, Tikapampa, Cruce Epizana, no existiendo personal suficiente para estas postas a excepción de Laime Toro que cuenta con un auxiliar de enfermería.
La infraestructura del hospital consta de una sala de recepción, una enfermería y un consultorio para consultas externas, una sala de partos, salas de internación con capacidad de 10 camas, un consultorio dental, un laboratorio de análisis y una farmacia con medicamentos básicos. En los lugares donde no existe personal de salud, se cuenta con un responsable popular de salud, promovido por el Comité Distrital de Salud que trabaja de manera coordinada con el personal del hospital de Totora.
Del total de postas, solo dos cuentan con personal dependiente de la Secretaria de Salud, el resto es asumido por gente de la comunidad que ha recibido alguna capacitación, de manera general la infraestructura de las postas son regulares, tres postas presentan una infraestructura deficiente, el equipamiento en la mayoría de los centros son insuficientes; las enfermedades más frecuentes son: Infecciones respiratorias, diarreas, conjuntivitis, parasitosis, tuberculosis, mal de Chagas, malaria, paludismo, desnutrición infantil, etc.
Se observa que una de las principales causas para que las personas no acudan a los centros de salud es la desinformación, sin embargo, también son impedimentos las largas distancias, la falta de transporte y la falta de recursos económicos.

## Patrimonio
Menciones
El 22 de mayo de 1998 las provincias del Cono Sur, Carrasco, Mizque, Campero fueron sorprendidas por un sismo de gran intensidad, quedando mayormente afectados las centrales provinciales, severamente dañados las estructuras de las casas coloniales de la ciudad de Totora, desde entonces fue descubierto como una joya arquitectónica que mereció ser declarada por la UNESCO y el Gobierno Nacional como Ciudad Colonial, Monumento Nacional y patrimonio cultural de Bolivia mediante Ley Nº 2123 del 25 de septiembre de 2000.
Por otra parte Totora se encuentra dentro de una zona prioritaria de desarrollo turístico mediante Ley Nº 2527 de 24 de octubre de 2003 promulgada por el expresidente constitucional de Bolivia Carlos Diego Mesa Gisbert, como un circuito departamental que incluye Arani, Vacas, Pocona, Totora, Pojo, Omereque, Pasorapa, Aiquile y Mizque.

## Urbanismo
Edificación de la ciudad
La población en cuanto a su planta, defiere de las otras, pues no tiene la conformación de un tablero de ajedrez, con sus manzanos en cuadrilátero perfectos, debido principalmente a la topografía del terreno. Es muy accidentado; pero la estrechez de sus calles y sus sinuosidades indican ser un pueblo edificado por españoles. Sus balcones en todo el frontis, de Madera de cedro tallada y torneada, sus aleros amplios que, sobresalen de la rasante de las paredes, sus puertas bajas y anchas, sus techos chatos, que todavía existen, en parte da la idea de su origen colonial.
En 1722 el mismo Baltazar Peramaz y Guarro se radicó en Pocona, mas por el temor de la sublevación indígena se vino a Totora por el año de 1872. La venida de Peramaz marca el comienzo del engrandecimiento del pueblo hasta entonces indígena de Totora quien edifica una casa de dos pisos para su residencia en la calle que hoy se llama Guzmán Quitón (Melchor Guzmán (alias el Quitón)).
A esta edificación vino un nuevo estilo, también español, y en tiempos de la República, con sus galerías de piedra, reemplazando en parte el adobe con el ladrillo y el enlucido de barro con el estuco de yeso, estilo que se ubicó o adoptó en la Plaza principal.
La primera casa construida por este estilo es muy baja de frontis; sus puertas son igualmente bajas, y está ubicada en la acera oriental y en dos de sus columnas principales se leen estas dos inscripciones: "Fabricado por el ciudadano Agustín Risueño y Mercedes Flores" 21 de julio de 1850.
En 1851, los vecinos acaudalados Mateo y Tomas Zegarra, que habían adquirido la Antigua casa de los Soria Galvarro en la acera occidental de la Plaza 3 de Febrero, hicieron construir otras galerías con mejor presentación que la anterior.
Por el año 1902 en la acera Norte D. Máximo Escobar edifica la tercera galería. Le siguió D. Francisco Claros y terminó la edificación de esta, Dña. Estefanía Tordoya construyendo la suya.
En el ángulo de la calle Potosí en la Plaza, edifican D. Emilio Pozo y continua en la otra esquina D. Domingo Butrón.
En la acera oriental continuando la primera galería, construyeron sus casas D. Pedro Cabrera y Alba, D. Luis Salazar y el Dr. David Mesa, en 1910 cuadrando la Plaza de galerías del mismo estilo y con variaciones en su decoración exterior.
El número de casas con que contaba la ciudad de Totora en 1909 eran 777 y en 1926, 847. Las residencias ocupaban solares bastante grandes, razón por la que la planta de la población es de consideración, agregándose a esto la sinuosidad del terreno que dificulta las construcciones y eleva el costo de la edificación
Se puede decir que es una de las ciudades de Bolivia, donde más se ha abusado del ingenio para construir y donde se admira la ubicación de las casas, dando una expresión característica de la ciudad, con bastante semejanza a La Paz.

### Arquitectura
Totora fue retratada en la película El día que murió el silencio de Paolo Agazzi, y es considerada fuente de inspiración para artistas y pintores de todas la épocas. Asentado en un valle con hermosos árboles y flores de gran colorido, este pueblo guarda para el visitante el extraordinario señorío de la arquitectura colonial, conformada por viejas casas señoriales y templos coloniales.

## Cultura
Museos y atractivos culturales
- La Casa de la Cultura (Museo, Biblioteca, Galería de arte, antigüedades, telegrafía antigua)

- Eventos y festivales de Totora (ver punto nº 5).

- Salones de fiestas, aristocráticos, donde se dice que había en todo el pueblo aproximadamente 300 pianos de cola y otro estilo, número que sobrepasaba al de muchas capitales de departamento de Bolivia inclusive al de otros países.

- En Totora se filmaron las películas de: La cruel Martina y El día que murió el silencio, esta última se filmó un año antes del terremoto de 1998, El Airampo semilla que tiñe, la última película para el cine Boliviano (con el actor principal del Pindobita Totoreño).

- Talleres artesanales de fabricación de Tejidos y accesorios de cuero (talabartería) y manualidades.

- Lugar el cerro mirador la Concordia donde se realizan calvarios, del señor de San Salvador con lluvias de confites que tiene mucho significado y otros santos o vírgenes.

- Plaza de Toros, lugar donde se realiza la corrida de Toros dos veces al año.

- Fábricas de Chicha.

- Las Wallunk’as o columpios que son las más altas, hermosas y seguras del departamento con cholitas simpáticas Carrasqueñas (solo el mes de noviembre).

- Adoración al Niño (particular y típico de Totora), la noche de año nuevo.
Festividades y eventos
• Festividad del Niño “San Salvador”

- De 29 o 30 de diciembre al 8 de enero, en otros años hasta mas días Fiesta de pasantes (personas o familias devotas al niño), cada pasante, con una noche de salve y vísperas (fogata, juegos artificiales, música, etc.), y misa con su respectiva fiesta al día siguiente con su infaltable calvario al terminar la tarde.

- Adoración al Niño (particular y típico de Totora), la noche de año nuevo y el encendido de las fogata en los pilares de la plaza para recibir el año nuevo, los abrazos y brindis continúan con artistas especiales.
• Festividad de la Virgen de Candelaria

- 1 de febrero en la noche salve y vísperas (fogata, juegos artificiales, música, etc.)

- 2 de febrero, misa con su respectiva fiesta.

- Corrida de toros a partir de 31 de enero al 2 de febrero, desde el mediodía.
• Carnavales: Festival de Taquipayanacus.

- Los Taquipayanacus se inician desde el domingo antes al carnaval en comunidades del municipio y terminan el domingo de tentación. Se lo realiza el domingo de tentación de carnavales, donde participan muchos comparsas de la región, este festival integra todo el cono sur de Cochabamba e inclusive a otras provincias del departamento.
• Semana Santa

- Viernes santo después del ayuno, los doce platos de comida y por la tarde la Viacrucis viviente por los diferentes calles ubicados las doce estaciones con el santo sepulcro.
• Tinku K’ajchanaku

- Se realiza cada lunes de pascua, en una comunidad denominada Lagunillas, distante a unos 5 km de Totora.

- Esta actividad consiste en el encuentro entre dos personas representantes de dos regiones de Totora, los de arriba y los de abajo, (Ura Ladus y Pata Ladus), que tienen que azotarse con uno o hasta tres latigazos en la pantorrilla descubierta, con una soga de cuero trenzado, pegado a un listón de madera como mango. Este encuentro se lo realiza varias veces en el día y entre diferentes contrincantes. Se dice que esto se lo realiza rememorando los azotes que recibió Jesucristo, antes y durante su crucifixión.
• Aniversario de la provincia de Carrasco, Totora.

- 23 de junio en la noche (Vísperas): desfile de teas, fogatas, juegos artificiales, serenata con presentación de grupos reconocidos, banda, mariachi, etc. y regocijo general y el acostumbrado charque de san Juan.

- 24 de junio (Aniversario): Diana, misa de honor, desfile cívico otras actividades y regocijo general.

- 25 de junio: (Verbena): Torneo de riña de gallos, juego de la taba y la rayuela regocijo general.
• Festival del Piano.

- El festival se lo realiza el primer fin de semana de septiembre.

- Concurso de pianistas nacionales e internacionales en diferentes categorías.

- Presentación de pianistas profesionales.

- Presentación de grupos y artistas de otra índole
• Festividad de la Virgen de Altagracia

- 15 de septiembre en la noche salve y vísperas (fogata, juegos artificiales, música, etc.)

- 16 de septiembre, misa con su respectiva fiesta.

- Corrida de toros a partir del 14 de septiembre al 16 de septiembre, desde el mediodía.
• Encuentro Artístico artesanal (concurso de pintura: imágenes de Totora)

- Se lo realiza el 3.er fin de semana de noviembre.

- Presentación de artistas en pintura, teatro, grupos musicales, solistas, dúos, tríos, etc.

- Concurso de pintura

- Exposición artesanal

- Exposición de la comida típica

- Wallunk’as (las más altas, hermosas y seguras del departamento además de gratuitas)
Gastronomía
- El Uchu Totoreño, plato que se sirve especialmente en cumpleaños y fiestas.

- La Cerveza de Quinua (refresco a base de quinua que solo hay en Totora)

- El ankuku (dulce a base de empanizado con maní)

- El pan rosca (del trigo totora 80)

- La peculiar chicha totoreña

- El Ron Terremoto

## Personajes destacados
- Personajes históricos de la región

Ladislao Cabrera
Juan Ladislao Cabrera Vargas nació en Totora, provincia Carrasco (Cochabamba), el 23 de mayo de 1830. Hijo de Mariano Cabrera y Manuela Vargas. Periodista, abogado, profesor y político, Ladislao Cabrera nació en Totora hacia 1830, aunque gran parte de su juventud residió en Arequipa. Había llegado, a sus 49 años, a Calama donde ejercía el cargo de forense cuando se produjo la ocupación chilena. Junto al subprefecto Fidel Lara y a Eduardo Abaroa, Cabrera organizó y comandó la defensa de Calama. Ante la superioridad del enemigo dispuso el repliegue de sus hombres. Más tarde, Cabrera trabajó en La Paz con Narciso Campero.
José Carrasco
José Carrasco Torrico nació en Totora el 4 de noviembre de 1863. Aprendió las primeras letras en su pueblo de origen y se trasladó a Cochabamba para estudiar secundaria hasta optar el bachillerato y luego, curso estudios en la Facultad de Derecho de la Universidad de San Simón, culminando con su examen de Abogado en 1884 a la edad de 21 anos.
Como profesional se dedicó con todo interés a la judicatura hasta ocupar un puesto sobresaliente en el foro nacional. También se dedicó al periodismo y como tal, fundó en Cochabamba el periódico “El Comercio” prestigiando sus columnas y posteriormente se retiró a La Paz donde fundó “El Diario” en fecha 5 de abril de 1904 consagrándose como el más prominente defensor de los intereses del pueblo boliviano.
Como político, fue un gran defensor del Partido Liberal al que le deparó sus mejores laureles. En su vida política ocupó los más altos cargos, así fue: Diputado Nacional, Prefecto del Departamento, Oficial Mayor del Ministerio de Guerra, Senador Nacional, Ministro de Gobierno y Justicia, Presidente de la Cámara de diputados, Presidente del Congreso, Ministro Diplomático y Vise Presidente de la República, cargos que desempeñó con la mayor eficacia por su alta capacidad intelectual, su dinamismo y su elevada solvencia moral. En el Parlamento se caracterizó como orador brillante y su ponderable habilidad para resolver los diferentes problemas; en los últimos anos de su fecunda vida, se dedicó a escribir importantes obras que honran a la literatura nacional y continental, como: “Bolivia ante la Liga de las Naciones”, “Bolivia y Chile”, “Estudios Constitucionales”, “Biografía de Dn. Venancio Jiménez” y otras.
Augusto Guzmán
En 70 años de intensa actividad literaria, D. Augusto Guzmán destacado escritor escribió 44 obras –una inédita– además de innumerables artículos para periódicos y revistas del país. Su obra tan diversa como fecunda, está conformada por novelas, cuentos, biografías, investigaciones sobre la historia boliviana, críticas literarias y prosa lírica, la mayoría con varias ediciones.
Según el orden de aparición, la lista comienza con "La Sima Fecunda", publicada en 1933, "Prisionero de Guerra" -1937-, "Historia de la Novela Boliviana" -1938-, "El Kolla Mitrado" -1942-, "Tupaj Katari" publicada por primera vez en 1944, "El Cristo Viviente" -1946-, "Baptista" -1947-, "Gesta Valluna" -1953- y "Cuentos de Pueblo Chico", editada en 1954.
A estos títulos conocidos, se suman "La Novela en Bolivia" publicada en 1955, "Adela Zamudio" -1955-, Antología Colonial de Bolivia -1956-, "En la Ruta del Indiano" -1957-, "Diccionario de la Literatura Latinoamericana" -1958-, "Derecho Internacional Privado Boliviano" -1959-, "Pequeño Mundo" -1960-, "Historia Social del Arte", también editada en 1960, Historia de la Arquitectura -1961-.
"Arquitectura Moderna y Contemporánea" editada en 1962, enriquece la producción literaria de Augusto Guzmán, autor de otros tantos títulos como "Bellacos y Paladines" -1964-, "Panorama de la Literatura Boliviana del siglo XX" -1967-, "Breve Historia de Bolivia" -1969-, Cochabamba -1972-, "Historia de Bolivia" -1973-, "Panorama de la Novela en Bolivia" -1973-, "Poetas y Escritores de Bolivia" -1975-, "Cuentos" -1975-, "Proceso Histórico y Cultural de Cochabamba", "Casimiro Olañeta" -ambas del mismo año-, "Geografía de Cochabamba" -1978-
En la década de los 80, escribió "Biografías de la Literatura Boliviana" -1982-, "Biografías de la Nueva Literatura Boliviana" -el mismo año-, "El Ensayo en Bolivia" -1983-, "El Arte de la Biografía en Bolivia" -1984-, "La Novela Situacional en Bolivia" -1985-, Paz "Estenssoro" -1986-, "Remanso" -1986-, "Microestudios" -1986-, "Eco de Palabras" editado en 1987, "Veinte Autores Rusos del Siglo XX" -1987-, "Historia Lacónica de la Literatura Italiana" -1988- y "Cruel Martina" -1989-.

## Héroes
En la guerra de la emancipación
En la historia de la Guerra de la emancipación, tan fecunda en actos de heroísmo que no se cita la gran mayoría de los héroes que tuvieron actuación destacada en estas acciones; Totora tuvo una importante contribución, con “El Curita” Manuel Rojas, José Serna, Isidoro Cardona, M. Sánchez, Mariano Escobar Rodríguez, Alba, Gandarillas, Vargas y otros que se acogen a las brumas del olvido
En la Guerra del Pacífico.
Los hijos de Totora se destacaron también Ladislao Cabrera Vargas, epónimo defensor de Calama; Benedicto Mendoza, Eulogio Morales, Aurelio Villegas, N. Rosales, N. Leyton, Demetrio Carvallo, Manuel Jesús Camacho, Isaac Meruvia, Tomas Zegarra y otros héroes totoreños.
En la Campaña del Acre
Héroes como José Guillen, Leoncio Escobar, Leoncio Salinas, Celestino Unzueta, Carlos Rojas, Manuel Medina, y otros patriotas cuyos nombres no acuden a la memoria.
En la Guerra del Chaco
También Totora brindó su sangre de héroes, con los nombres de un centenar de personas que unos quedaron en las arenas ardientes de los pajonales chaqueños y otros retornaron a reorganizar y sustentar sus hogares.

## Símbolos

### Himno
Himno a la provincia de Carrasco
Letra del profesor Juan Dipp Ortega
Música del profesor Ricardo Siles R.
Bravos hijos valientes de Carrasco,
entonemos un himno vibrante,
que en los pechos palpite constante,
la anoranza de nuestra única estirpe.
Que perdure por siempre el recuerdo
de los hombres que ofrendaron su vida,
por Totora, noble tierra querida,
por Bolivia Santa Madre idolatrada.
Salve Oh Totora
de fecundo sol
tierra de flores
y bello arrebol.
Reflejan tus yungas
su inmensa riqueza
divina esperanza
Oh suelo sin par
De las tierras del ilustre Carrasco,
Es Totora generosa capital,
que en los rayos del sol se ilumina
en este día con su luz immortal.
Eres tierra gallarda y altiva
que defiendes tus derechos con valor,
demostrando que impera justicia
Ante Dios, por la Patria y con Honor.